# 연무시외버스터미널
연무시외버스터미널은 충청남도 논산시 연무읍 동산리에 위치한 대한민국의 시외버스 터미널이다. 원래 터미널 자체건물이 있었으나 노후화되어 2010년 10월에 기산아파트 앞 GS25편의점으로 매표소가 이전했다.

## 운행 노선
| 방면        | 행선지                                                                         |
| ----------- | ------------------------------------------------------------------------------ |
| 충청권 방면 | 강경, 구룡, 논산, 대전, 서대전, 보령, 부여, 서천, 양정, 유성, 장항, 천안, 홍산 |
| 호남권 방면 | 군산, 금마, 삼례, 여산, 전주                                                   |

## 특이 사항
- 연무고속버스터미널과 별개의 터미널이므로 주의해야 한다. 약 180m 정도 떨어져 있다.